# Huzulka
Huzulka  (ukrainisch Гуцулка, rumänisch Huțulcă) ist ein traditioneller Tanz aus der historischen Region Moldau und der südwestlichen Ukraine. Er ist nach dem karpatischen Bergvolk der Huzulen benannt und hat dadurch einen ethnischen Bezug. Die Huzulka ist ein heiterer Tanz, der in der Gruppe als Kreistanz oder zu zweit getanzt werden kann. Er wird von Amateuren, Tanzensembles und anderen Volkstanzkünstlern meist im Kontext von Hochzeiten oder anderen Festen aufgeführt.

## Ursprung
Die Huzulen pflegen den schnellen Kreistanz Kolomyjka, der nach der Stadt Kolomyja benannt ist. Die Forschung sieht die Wurzeln der Kolomyjka in Fusion mit anderen, deutlich älteren Tänzen der Huzulen in der ukrainischen Karpatenregion. Die Kolomyjka  existiert in drei Formen: als Lied, als Instrumentalstück und als Tanz. Sie wird zu Chorgesang und Instrumentalmusik getanzt. Die Liedtexte sind lokal sehr unterschiedlich, bestehen aber gewöhnlich aus kurzen Couplets, die Aktivitäten des täglichen Lebens widerspiegeln. Die Kolomyjka verfügt über ein breites melodisches Spektrum, komplizierte synkopierte Rhythmen sowie eine Vielzahl an Melismen. Zu ihren Varianten zählen neben der Huzulka, die Verkhovyna (Werchowina), die Bukovyna (Bukowina) und der Arkan. Die früheste Erscheinungsform einer Huzulka hat ihren Ursprung in der Huzulen-Theatergruppe von Hnat Chotkewytsch, die 1910 gegründet wurde und verschiedene ethnografische Stücke, darunter das Stück Hutsuls’ke vesillia, aufführte.

## Huzulka in der Ukraine

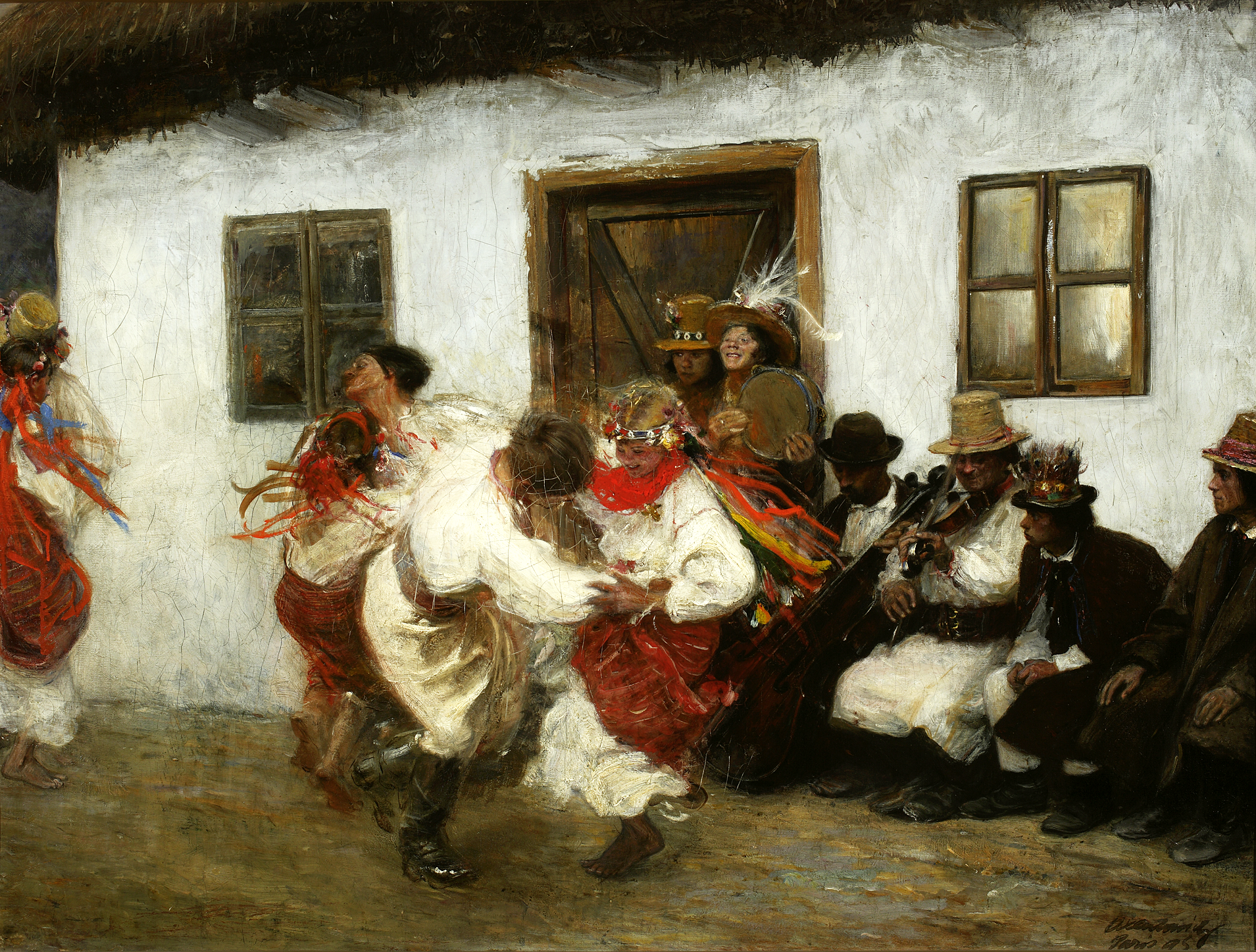
Kolomyjka, Teodor Axentowicz, 1895

Die Huzulka ist mit der Kolomyjka verwandt, jedoch unterscheidet die Huzulka sich in einem speziellen Element: Sie hat normalerweise eine langsame lyrische Einführung im 6/8- oder 3/4-Takt, ehe eine typische Kolomyjka folgt. 
Roman Harasymchuk charakterisiert die melodische Struktur der Huzulka als Kolomyjka mit Elementen von Kasatschok-Melodien. Demnach gibt es eine zweiteilige Musikform. Den ersten Teil bezeichnet man als Rivna, der von einer Melodie vom Typ Kolomyjka begleitet wird. Der zweite Teil heißt Do hory (ukrainisch: hochgehen) und wird von einem Kasatschok begleitet. Dieser Teil der Huzulka ist im Allgemeinen durch mehr Energie gekennzeichnet. Ein dritter Abschnitt namens Pivtorak wird manchmal als Coda gespielt, um das Ende einer Huzulka zu kennzeichnen. Pivtorak ist eine Abkürzung für ukrainisch do pivtora razy, was anderthalb Mal bedeutet und sich auf eine Melodie mit acht Takten bezieht, die eineinhalb Mal von den Musikern gespielt wird.

Zur musikalischen Begleitung gehören traditionelle Musikinstrumente der Region: die Holztrompete Trembita, das Hackbrett Zymbal, mehrere, Sopilka genannte Flöten und die Maultrommel Drymba. In anderen Formationen kommen neben Hackbrett und bisweilen Flöte in unterschiedlichen Ensemblezusammensetzungen Violine bzw. Streicherensemble, Akkordeon, Trompete, Klarinette, Trommel und Bass-Posaune zum Einsatz.

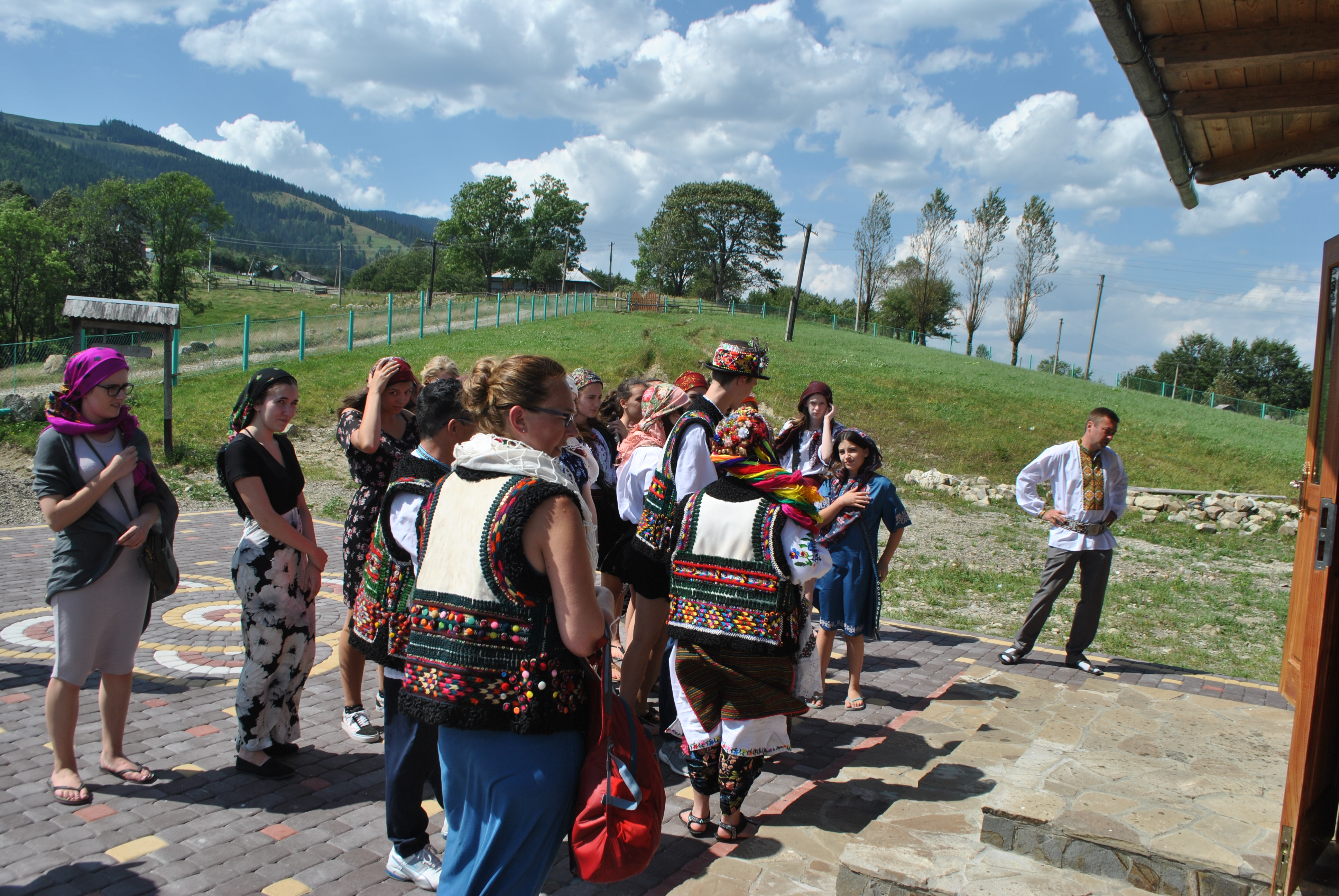
Huzulen-Hochzeit

## Huzulka in Rumänien und der Republik Moldau
Durch die auch in der Bukowina lebenden Huzulen beeinflusst, übernahmen die Rumänen die Huzulka (Huţulca) als Tanz und passten sie im Rhythmus an den Typ einer bătută an. So wird die bătută  im 2/4-Takt gespielt und auch wie die ukrainische Variante meist von Tanzgruppen getanzt. Die Choreographie ist durch Kreisbewegungen und schnelle Tanzeinlagen gekennzeichnet. In dieser Fassung repräsentiert die Huzulka einen wichtigen Bestandteil des rumänischen Tanzrepertoires der Bukowina und dem Norden von Moldau.

## Rezeption
Die Huzulka gewann Ende der 1950er Jahre zu sowjetischer Zeit wachsende Popularität bei den Turkmenen von Aschgabat. Der rumänische DJ und Musikproduzent Argatu’ lieferte auf seinem Album Culese din Cartier prezintă Argatu’ – Volumul IV (2018) eine Hip-Hop-Version einer Huzulka.